# Осада Селинунта
Осада Селинунта — состоялась в 409 до н. э. в ходе Карфагенской войны 409—405 до н. э.
Высадившись весной на Сицилии, Ганнибал Магон выступил против Селинунта.
Селинунтцы послали за помощью в Сиракузы. Ганнибал разделил армию на две части, по-видимому, направив часть войск для обхода города с востока, чтобы препятствовать возможному подходу греческих подкреплений. Основные силы начали штурм при помощи шести огромных осадных башен и такого же количества таранов. Жители Селинунта, ранее находившиеся в союзе с карфагенянами, не заботились о ремонте крепостных стен; осадные башни противника превосходили их высотой, и карфагенские лучники легко поражали защитников. В обороне города принимало участие всё население, включая женщин и детей, но карфагеняне атаковали волнами, сменяя уставшие части свежими. Им удалось проделать брешь, куда ворвались отряды кампанцев. После жестокого боя греки выбили их из пролома и нанесли большие потери, так как брешь не была расчищена от обломков и отступление было затруднено.
Селинунтские гонцы прибыли в Акрагант, Гелу и Сиракузы, и города немедленно стали готовить помощь. Акрагантцы и гелойцы ожидали подхода сиракузян, но тем сначала пришлось заключить мир с халкидцами, а затем собирать войска из окрестных районов. Они не очень спешили, так как не представляли инженерных возможностей карфагенян и рассчитывали, что Селинунт довольно долго сможет выдерживать осаду.
Ганнибал подвергал Селинунт атакам в течение восьми дней, осадные машины разрушили участок стены рядом с проломом, и на рассвете девятого дня карфагенская армия начала общий штурм с двух сторон. В пролом были брошены отборные войска, после жестокого боя и ценой больших потерь иберы преодолели завал и оттеснили защитников вглубь города. Греки сражались отчаянно, но не имели резервов, Ганнибал же поддерживал непрерывность боя путём ротации частей.
Отступив, защитники несколько часов сдерживали противника в узких улицах, а женщины и дети поражали карфагенян камнями и черепицей с крыш зданий. Уличные бои продолжались до полудня, пока свежие карфагенские войска не сломили ослабленных непрерывным боем защитников. Последние греческие бойцы отступили к рыночной площади, где все погибли в неравном бою.

Варвары рассеялись повсюду; одни грабили здания, сжигая их вместе с застигнутыми там жителями, другие шли по улицам и без всякого уважения к возрасту или полу, были ли то женщины или дети, молодые или старики, без малейшей жалости или сочувствия, поднимали всех на меч. И, следуя варварским обычаям своей страны, они уродовали даже мертвых, одни несли связки рук вокруг своего тела, другие головы, насаженные на свои мечи и копья. Они пощадили лишь женщин, укрывшихся в храмах со своими детьми и призвали товарищей не убивать их. Сделали они это не из жалости к несчастным людям, а поскольку боялись, что женщины в отчаянии подожгут храмы, и, таким образом им не достанутся в качестве добычи большие богатства, хранившиеся там в виде подношений.— Диодор. XIII. 57, 2—4.
К ночи грабеж прекратился. Город лежал в руинах, было вырезано 16 тыс. человек и 5 тыс. взято в плен.
2600 селинунтцев сумели спастись и найти убежище в Акраганте. Туда же прибыл отборный сиракузский отряд из трех тысяч человек под командованием Диокла. Узнав о падении Селинунта, сиракузяне просили Ганнибала освободить пленных в обмен на выкуп, взятый в храмах, но карфагенский командующий ответил, что раз селинунтцы «не смогли сохранить свободу, то должны пребывать в рабстве, и боги, разгневанные на жителей, оставили Селинунт». В конце концов беженцы смогли договориться о возвращении на родину на условии уплаты дани карфагенянам.